# Siège d'Autun (356)
Pour les articles homonymes, voir Siège d'Autun.
Conflit entre l'Empire romain et les Alamans
Le siège d'Autun en 356, est un épisode du conflit entre l'Empire romain et les Alamans, qui ravageaient la Gaule. Les Romains ont défendu avec succès la ville d'Augustodunum (actuelle Autun), et les barbares se sont retirés à l'approche des renforts.

## Contexte
Pendant la guerre civile romaine de 350-353, l'empereur Constance II cherche à faire pression sur son rival Magnence en incitant la confédération alémanique à traverser le Rhin et à envahir les territoires de Magnentius en Gaule. Le plan réussit, les tribus sous le commandement de Chnodomar et ses alliés envahissent la Gaule, battent le César Decentius (frère de Magnentius) et l'assiègent à Sens,. Cependant, à la fin de la guerre civile, les Alamans refusent de céder leurs conquêtes à l'empereur. Constance confie alors à Silvain la mission de chasser les barbares de Gaule et d'y restaurer l'autorité romaine. Après la révolte de ce dernier au début de 355 apr. J.-C., Constance élève son cousin Julien au titre de César de l'Empire romain d'Occident le 6 novembre 355. Le premier jour de décembre, Julien est envoyé de Mediolanum pour prendre son commandement. Il stationne à Vienne sur le Rhône pendant l'hiver 355-356.

## Autun
En 356, dès le début de la campagne, Julien reçoit un rapport selon lequel la ville d'Augustodunum, capitale des Éduens, est assiégée par une importante armée d'Alamans. Bien que l'ancienne ville s’enorgueillit d'une vaste étendue de murailles, celles-ci sont dans un état de délabrement avancé. Désespérant de pourvoir se défendre, la garnison régulière de la ville abandonne son poste. Seul le patriotisme d'un groupe de vétérans résidant dans la ville préserve les habitants des ravages des Alamans. Malgré son manque d'expérience dans l'art de la guerre, Julien s'avance pour lever le siège et arrive à Autun le 24 juin. Les Alamans battent en retraite à son approche.